# Thomas Ussher
Sir Thomas Ussher (Dublino, 1779 – Queenstown, 6 gennaio 1848) è stato un militare irlandese.
Fu un retroammiraglio protestante, appartenente alla privilegiata classe sociale chiamata all'epoca anglo-irlandese, della Royal Navy britannica.

## Biografia
Thomas Ussher prestò servizio, distinguendosi, durante le Guerre rivoluzionarie francesi e le Guerre napoleoniche e, nel 1814, accompagnò Napoleone Bonaparte nel suo esilio all'Isola d'Elba.
Thomas Ussher, figlio maggiore dell'astronomo Henry Ussher (1741-1790), si arruolò in Marina nel gennaio 1791 all'età di dodici anni, come guardiamarina a bordo della HMS Squirrel. Prestò servizio a bordo della HMS Prince George, della HMS Glory, della HMS Thunderer e della HMS Minotaur. A bordo del cutter HMS Pelican, il 17 luglio 1797 fu nominato tenente. Combatté molte battaglie contro navi corsare spagnole e francesi e, durante una di queste battaglie, ai Caraibi, fu gravemente ferito, rimanendo invalido per qualche mese.
Assegnato poi alla HMS Trent nel maggio 1799, tornò in Inghilterra nel mese di settembre del 1800. Prestò in seguito servizio su vari cutter e brigantini e il 18 ottobre 1806 fu promosso comandante dello sloop HMS Redwing da 18 cannoni col quale prestò servizio nei pressi di Gibilterra per la difesa commerciale da cannoniere e corsari spagnoli. Assunse il comando di diverse altre navi fino a che, nel 1814 divenne comandante della HMS Undaunted. Nell'aprile dello stesso anno, nei pressi di Marsiglia ricevette la notizia dell'abdicazione di Napoleone e, conseguentemente, le istruzioni per portare l'ex-imperatore all'Isola d'Elba. Napoleone salì a bordo il 28 aprile e sbarcò all'Elba il 3 maggio. Nel giugno 1815 fu nominato Cavaliere dell'Ordine del Bagno e nel 1831 Cavaliere dell'Ordine Reale Guelfo. Tra quell'anno e il 1838 è stato successivamente sovrintendente dei cantieri navali di Bermuda e Halifax. Fu promosso Rear Admiral il 9 novembre 1846 e il luglio successivo fu nominato  Comandante in Capo, Stazione di Cobh dove rimase fino alla morte.